# جاك ديلاني (موسيقي)
جاك ديلاني (بالإنجليزية: Jack Delaney)‏ هو مغني وموسيقي أمريكي، ولد في 27 أغسطس 1930 في نيو أورلينز في الولايات المتحدة، وتوفي بنفس المكان في 22 سبتمبر 1975.

## وصلات خارجية
- جاك ديلاني على موقع ميوزك برينز (الإنجليزية)
- جاك ديلاني على موقع أول ميوزيك (الإنجليزية)
- جاك ديلاني على موقع ديسكوغز (الإنجليزية)